# Johannes Zwanzger
Johannes Zwanzger (* 4. Januar 1905 in Wareo, Deutsch-Neuguinea; † 29. Oktober 1999 in Neuendettelsau) war ein evangelisch-lutherischer Pfarrer und Gegner des Nationalsozialismus.

## Leben

### Bis 1939
Johannes Zwanzger wurde als Sohn des Neuguinea-Missionars und späteren bayerischen Pfarrers Andreas Zwanzger und dessen Ehefrau Margarethe geb. Koschack geboren. Er beendete seine Schullaufbahn am Neuen Humanistischen Gymnasium Nürnberg mit der Reifeprüfung und absolvierte danach ein Studium der evangelischen Theologie in Rostock.
Seine erste Pfarrstelle trat er am 1. Mai 1933 in Thüngen im Dekanat Würzburg an. In der unterfränkischen Marktgemeinde gab es zu der Zeit einen relativ hohen jüdischen Bevölkerungsanteil. Zwanzger wurde Mitglied der Bayrischen Pfarrbruderschaft und distanzierte sich in seinen Predigten von den nationalsozialistisch gleichgeschalteten Deutschen Christen um Reichsbischof Ludwig Müller. In seiner Pfarrei hatten die Deutschen Christen dadurch auch keine Anhänger. Zwanzgers eigener Status war unklar. Wahrscheinlich war er nach NS-Definition jüdischer Mischling 2. Grades, wobei die evangelische Kirche annahm, beide Großeltern väterlicherseits seien jüdisch, was aber wahrscheinlich nur auf seine Großmutter zutraf. Er heiratete am 12. April 1934 in Bamberg Bertha Heller (1907–1986). Der Ehe entstammen vier Kinder.
Nach der Erinnerung von Zwanzger blieben die ortsansässigen Juden in Thüngen bis 1938 „verhältnismäßig ungeschoren“. Zwanzger hatte schon immer antijüdische Ausschreitungen und „blutrünstige Lieder“ öffentlich kritisiert; das tat er umso mehr nach drei Pogromen gegen Thünger Juden im Jahr 1938, das erste in der Nacht vom 12. auf den 13. Mai. Nach dem Anschluss Österreichs predigte er gegen die Ausschreitungen gegenüber wehrlosen Opfern. Diese wären eine Schande für Deutschland. Die von ihm selbst befürchtete Verhaftung erfolgte danach nicht und so wiederholte er am 25. September, nachdem es während der Sudetenkrise zu einem weiteren Pogrom in seiner Heimat gekommen war, diese deutliche Kritik daran, dass Unschuldige verfolgt werden und auch Christen nur unbeteiligt zusähen. Nachdem am Sonntag nach der Reichspogromnacht sein zuständiger Dekan gepredigt hatte, wiederholte Zwanzger seine Kritik an der Judenverfolgung eine Woche später in seiner Predigt.
Am 13. und 14. Dezember 1938 befasste sich der Landeskirchenrat in Bayern mit der Situation der „nichtarischen“ Pfarrer, zu denen nach seiner Meinung auch Zwanzger zählte. Nachdem Bischof Hans Meiser ursprünglich deren Auswanderung befürwortet hatte, wurde im Verlauf der Diskussion beschlossen, Zwanzger als Gehilfen von Pfarrer Friedrich Hofmann in die Innere Mission zu versetzen und ihm dabei die Pfarrstelle und Einkünfte aus Thüngen zu belassen. Die Innere Mission in München half seit dem 1. Oktober 1938 ausreisewilligen Verfolgten. Die Stelle trat er am 1. Januar 1939 mit der Aufgabe an, sich besonders „getauften Mischlingen“ zu widmen. Zu der Zeit bestand wohl noch keine Vorstellung bezüglich seiner zukünftigen Herausforderungen. So war er neben seiner Tätigkeit für nichtarische Christen auch für die Altersfürsorge und die Seelsorge im Diakonissenhaus innerhalb der Inneren Mission in München verantwortlich.

### 1939 bis 1945
Noch vor Amtsantritt waren im Dezember im Beisein von Zwanzger und Mitgliedern der Inneren Mission organisatorische Fragen geklärt worden. Am 2. Januar 1939 folgte der Beschluss, die Hilfsstelle offiziell anzumelden. Im Gegensatz zu der Stelle in Nürnberg wurde in München die Arbeit trotz vorheriger gegenteiliger Aussagen der Gestapo von dieser nach Erinnerungen von Zwanzger nicht behindert. Er vermutete, dass es in der Gestapo ein oder zwei Mitarbeiter gab, die der Inneren Mission wohlgesinnt waren. Zwanzger wurde zum 1. Mai 1939 zum 3. Vereinsgeistlichen der Inneren Mission berufen und gleichzeitig seiner Pfarrstelle in Thüngen enthoben. Finanziert wurden die Hilfsstellen von der Landeskirche Bayern unter dem Haushaltstitel „Glaubensbrüder in Not“ mit jährlich 10.000 RM, von denen auch ein Teil an das Büro Grüber transferiert wurde. Zwanzger wurde bei seiner Arbeit als Vertrauensmann der nichtarischen Christen uneingeschränkt von Bischof Meiser, der sich auch persönlich nach einzelnen Hilfesuchenden erkundigte, unterstützt. Die Schließung des Büro Grüber im Dezember 1940 und die Verschleppung von Heinrich Grüber ins KZ Sachsenhausen erschwerten seine Arbeit ziemlich, da über das Büro fast alles, was mit Auswanderungsfragen zu tun hatte, erledigt wurde.
Zwanzger schrieb regelmäßig Berichte an die Kirchenleitung, in denen er mit einer Neigung zu präzisen Angaben über die Anzahl der Fälle anhand von Einzelbeispielen die Tragik für die Betroffenen schilderte. Dabei kritisierte er weiterhin die Haltung der Deutschen Evangelischen Kirche und sparte auch das ansonsten meist tabuisierte Thema des Suizids von Betreuten nicht aus. Aus diesen Berichten wird auch deutlich, dass seine Bemühungen nicht nur durch verschärfte deutsche Auswanderungsbestimmungen, sondern auch in erheblichem Umfang durch eingeschränkte Aufnahmebereitschaft möglicher Aufnahmeländer erschwert wurde, wie zum Beispiel bei Erich Aschenheim. In seiner Beratungs- und Hilfstätigkeit kümmerte er sich bevorzugt um mögliche Ausreisemöglichkeiten, scheiterten diese, um eine Arbeitsstelle, um die Vermittlung von Wohnungen und um die Rechtsberatung bei geplanten Ehen. Auch letzte Beratungen vor Deportationen zählten zu der Aufgabe.
Bis zum Beginn des Zweiten Weltkrieges im September 1939 hatte er 248 Personen betreut. Diese Zahl steigerte sich auf bis zu 534. Von diesen konnten 66 auswandern, von denen wiederum 36 „Volljuden“ waren und 30 „arisch“ oder „halbarisch“. Prozentual erreichte er damit an der Münchner Vertrauensstelle höhere Werte an ausgewanderten konvertierten Christen in Relation zu den insgesamt ausgewanderten Juden als fast alle anderen Vertrauensstellen.
Im Oktober 1941 wurde er zur Wehrmacht eingezogen.

### Nach 1945
Ab 1. Mai 1946 war Zwanzger Stadtpfarrer in Neuburg an der Donau. In den ersten Nachkriegsjahren widmete er sich neben seiner seelsorgerischen Tätigkeit besonders den vielen Heimatvertriebenen. Seinem persönlichen Verdienst war es auch zu verdanken, dass in der Schlosskapelle, welche der früheste protestantische Sakralbau ist, ab 1955 wieder Gottesdienste gefeiert werden konnten. Während seiner Amtszeit wurde das Gemeindezentrum an der Christuskirche und die Apostelkirche ebenfalls mit Gemeindezentrum neu gebaut. Er prägte während seiner Amtszeit die Ökumene in Neuburg. Am 31. Oktober 1972 ging er in den Ruhestand und verstarb am 29. November 1999.

## Ehrungen
- In Neuburg wurde am 21. Mai 2014 beschlossen, eine Straße nach ihm zu benennen.[17]